# Norunda landsfiskalsdistrikt
Norunda landsfiskalsdistrikt var 1918–1964 ett landsfiskalsdistrikt i Uppsala län, bildat när Sveriges indelning i landsfiskalsdistrikt trädde i kraft den 1 januari 1918, enligt beslut den 7 september 1917. Den 1 januari 1965 avskaffades i Sverige samtliga landsfiskaler och landsfiskalsdistrikt, och deras arbetsuppgifter delades upp på de nyskapade indelningarna polisdistrikt, åklagardistrikt och kronofogdedistrikt.
Landsfiskalsdistriktet låg under länsstyrelsen i Uppsala län.

## Ingående områden
När Sveriges nya indelning i landsfiskalsdistrikt trädde i kraft den 1 oktober 1941 (enligt kungörelsen den 28 juni 1941) tillfördes kommunerna Tegelsmora och Vendel från det upplösta Dannemora landsfiskalsdistrikt. När Sveriges nya indelning i landsfiskalsdistrikt trädde i kraft den 1 januari 1952 (enligt kungörelsen 1 juni 1951) ändrades distriktets omfattning.

### Från 1918
Norunda härad:
- Björklinge landskommun
- Lena landskommun
- Tensta landskommun
- Viksta landskommun
- Ärentuna landskommun

### Från 1 oktober 1941
Norunda härad:
- Björklinge landskommun
- Lena landskommun
- Tensta landskommun
- Viksta landskommun
- Ärentuna landskommun

Olands härad:
- Tegelsmora landskommun

Örbyhus härad:
- Vendels landskommun

### Från 1 januari 1952
- Björklinge landskommun
- Vattholma landskommun
- Vendels landskommun